# عزیزآباد، ماساللی
عزیزآباد (به ترکی آذربایجانی: Əzizabad) یک منطقه مسکونی در جمهوری آذربایجان است که در شهرستان ماساللی واقع شده‌است. عزیزآباد ۳۹۸ نفر جمعیت دارد.

## ریشه واژه
گفته می‌شود شخصی به‌نام عزیز در این ناحیه می‌زیسته است که پس از مدتی نام عزیزآباد بر آن نهاده می‌شود.